# American Symphony Orchestra
L'American Symphony Orchestra è un'orchestra americana di New York fondata nel 1962 da Leopold Stokowski, la cui missione è spiegare la musica orchestrale e renderla accessibile e conveniente per tutti i pubblici. Leon Botstein è il direttore musicale e direttore principale dell'orchestra. Si esibiscono regolarmente alla Carnegie Hall e al Symphony Space di New York e sono anche l'orchestra residente del Richard B. Fisher Center for the Performing Arts del Bard College, ad Annandale-on-Hudson. Il primo violino è Erica Kiesewetter.

## Storia
Stokowski aveva 80 anni quando fondò l'orchestra. Lavorò come direttore musicale insieme con l'assistente Amos Meller fino al maggio del 1972 quando, all'età di 90 anni, tornò in Inghilterra. A seguito della partenza del Maestro Stokowski, Kazuyoshi Akiyama fu nominato direttore musicale dal 1973 al 1978. I direttori musicali nei primi anni '80 hanno compreso i direttori principali Moshe Atzmon e Giuseppe Patanè. Nel 1985 John Mauceri assunse il ruolo di direttore musicale. Nel 1991 Catherine Comet lasciò il suo incarico alla fine del suo mandato con l'orchestra e le succedette il presidente del Bard College Leon Botstein.
Sotto il direttore musicale Leon Botstein, l'ASO aprì la strada al concetto di presentazione di concerti basati su vari temi tratti dalle arti visive, dalla letteratura, dalla politica e dalla storia ed ha portato alla luce capolavori raramente eseguiti, per un meritato revival. Questi concerti sono eseguiti nella Vanguard Series alla Carnegie Hall. L'ASO cerca di preservare le opere rare che esegue dalla scomparsa dal repertorio. Mentre alcune opere rare sono disponibili con parti complete e uno spartito in condizioni utilizzabili, altre richiedono un ampio restauro e persino la creazione per renderle eseguibili. Gli sforzi dell'ASO per creare queste parti significano che queste opere sono ora disponibili per essere eseguite da altre orchestre.
L'orchestra si esibisce anche nella serie di concerti Classics Declassified presso il Peter Norton Symphony Space ed è l'orchestra residente del Richard B. Fisher Center for the Performing Arts al Bard College, dove appare in una serie di abbonamenti invernali e nell'annuale Bard SummerScape Festival e il Bard Music Festival. Nel 2010 la American Symphony è diventata l'orchestra residente della Collegiate Chorale, esibendosi regolarmente nella serie di concerti della Chorale di New York. L'orchestra ha fatto diverse tournée in Asia e in Europa e si è esibita in numerosi concerti per beneficenza per organizzazioni come la Jerusalem Foundation e la PBS.
Il pluripremiato programma di educazione musicale dell'ASO, Music Notes, integra la musica sinfonica nelle principali classi di scienze umanistiche nelle scuole superiori attraverso l'area di tre stati.

## Registrazioni
Oltre a molti album pubblicati sulle etichette Telarc, New World, Bridge, Koch e Vanguard, molte esibizioni dal vivo dell'American Symphony sono ora disponibili per il download digitale. In molti casi queste sono le uniche registrazioni esistenti di alcune delle rare opere che sono state riscoperte nelle esibizioni dell'ASO.